# Plenipotentiary
Plenipotentiary (1831–1854) est un cheval de course britannique Pur-sang, également étalon. Dans sa carrière, qui a duré d'avril 1834 à avril 1835, il a couru sept fois et remporté six courses. Sa plus importante victoire est en mai 1834, quand il décroche le Derby d'Epsom. Sa seule défaite, dans le St. Leger Stakes à Doncaster, plus tard dans la même année, a été largement considérée comme le résultat d'un acte déloyal. Après trois succès à l'âge de quatre ans, en 1835, il entre au haras, où sa progéniture est décevante. Plenipotentiary a été considéré par les experts comme l'un des meilleurs chevaux de course britanniques de son époque.

## Histoire
Il est élevé par son propriétaire Stanlake Batson de Horseheath, Cambridgeshire.

## Description
Plenipotentiary est un grand Pur-sang alezan, solidement bâti, avec une liste en tête blanche étroite. Il mesure 15.2 mains de haut. Il a été décrit comme un cheval à l' "l'extraordinaire beauté", mais aussi ayant la taille et de la force de travail "entre les timons d'un cabriolet".
Plenipotentiary est plutôt difficile à manier. Son nom était habituellement abrégé en “Plenipo” par les adeptes des courses. Il a été formé à Newmarket, dans le Suffolk, par George Payne.

## Pedigree
Son père, Emilius, a remporté le Derby en 1823, et est devenu un étalon à la Riddlesworth, détenue et dirigée par Thomas Thornhill. Plenipotentiary a été l'un des bons gagnants produits par la jument Harriet. Selon une source, cependant, il y avait des doutes à propos de la paternité de Plenipotentiary : Thomas Thornhill a affirmé que Harriet avait été couverte par un étalon nommé Merlin.

## Descendance
Plenipotentiary a commencé sa carrière comme étalon pour 25 guinées. Il a engendré deux gagnants de classiques, Potentia (1000 guinées), et Poison (Oaks d'Epsom), tandis que le meilleur de ses poulains fut probablement à The Era, qui a remporté une Plaque de Northumberland et défait Cotherstone en privé. Compte tenu de ses prouesses comme cheval de course cependant, son enregistrement en tant qu'étalon a été une déception, les experts de Sporting Review notant que ses réalisations sont "better in the Calendar than the Stud-Book". Durant ses dernières années, il a couvrert une moitié de juments de course pour des agriculteurs locaux à un tarif de 5 guinées. Il est mort à Denham, près de Uxbridge, en décembre 1853 ou en janvier 1854. Sa pierre tombale est dans les bois de Denham.

## Pedigree
| Origines de Plenipotentiary (GB), étalon alezan, 1831 | Origines de Plenipotentiary (GB), étalon alezan, 1831 | Origines de Plenipotentiary (GB), étalon alezan, 1831 | Origines de Plenipotentiary (GB), étalon alezan, 1831 |
| ----------------------------------------------------- | ----------------------------------------------------- | ----------------------------------------------------- | ----------------------------------------------------- |
| Père Emilius (GB) 1820                                | Orville 1799                                          | Beningbrough                                          | King Fergus                                           |
| Père Emilius (GB) 1820                                | Orville 1799                                          | Beningbrough                                          | Fenwick’s Herod mare                                  |
| Père Emilius (GB) 1820                                | Orville 1799                                          | Evelina                                               | Highflyer                                             |
| Père Emilius (GB) 1820                                | Orville 1799                                          | Evelina                                               | Termagant                                             |
| Père Emilius (GB) 1820                                | Emily 1810                                            | Stamford                                              | Sir Peter Teazle*                                     |
| Père Emilius (GB) 1820                                | Emily 1810                                            | Stamford                                              | Horatia                                               |
| Père Emilius (GB) 1820                                | Emily 1810                                            | Whiskey mare                                          | Whiskey                                               |
| Père Emilius (GB) 1820                                | Emily 1810                                            | Whiskey mare                                          | Grey Dorimant                                         |
| Mère Harriet (GB) 1819                                | Pericles 1809                                         | Evander                                               | Delpini                                               |
| Mère Harriet (GB) 1819                                | Pericles 1809                                         | Evander                                               | Caroline                                              |
| Mère Harriet (GB) 1819                                | Pericles 1809                                         | Precipitate mare                                      | Precipitate                                           |
| Mère Harriet (GB) 1819                                | Pericles 1809                                         | Precipitate mare                                      | Firetail                                              |
| Mère Harriet (GB) 1819                                | Selim Mare 1812                                       | Selim                                                 | Buzzard                                               |
| Mère Harriet (GB) 1819                                | Selim Mare 1812                                       | Selim                                                 | Alexander mare                                        |
| Mère Harriet (GB) 1819                                | Selim Mare 1812                                       | Pipylina                                              | Sir Peter Teazle*                                     |
| Mère Harriet (GB) 1819                                | Selim Mare 1812                                       | Pipylina                                              | Rally (Family: 6b)                                    |